# آبگرم معدنی فردوس
آبگرم معدنی فردوس، یک چشمه آبگرم با خواص درمانی است که در فاصله حدود ۲۰ کیلومتری شمال شهر فردوس و در حاشیه مسیر ارتباطی فردوس به بجستان و قبل از روستای برون واقع شده‌است.

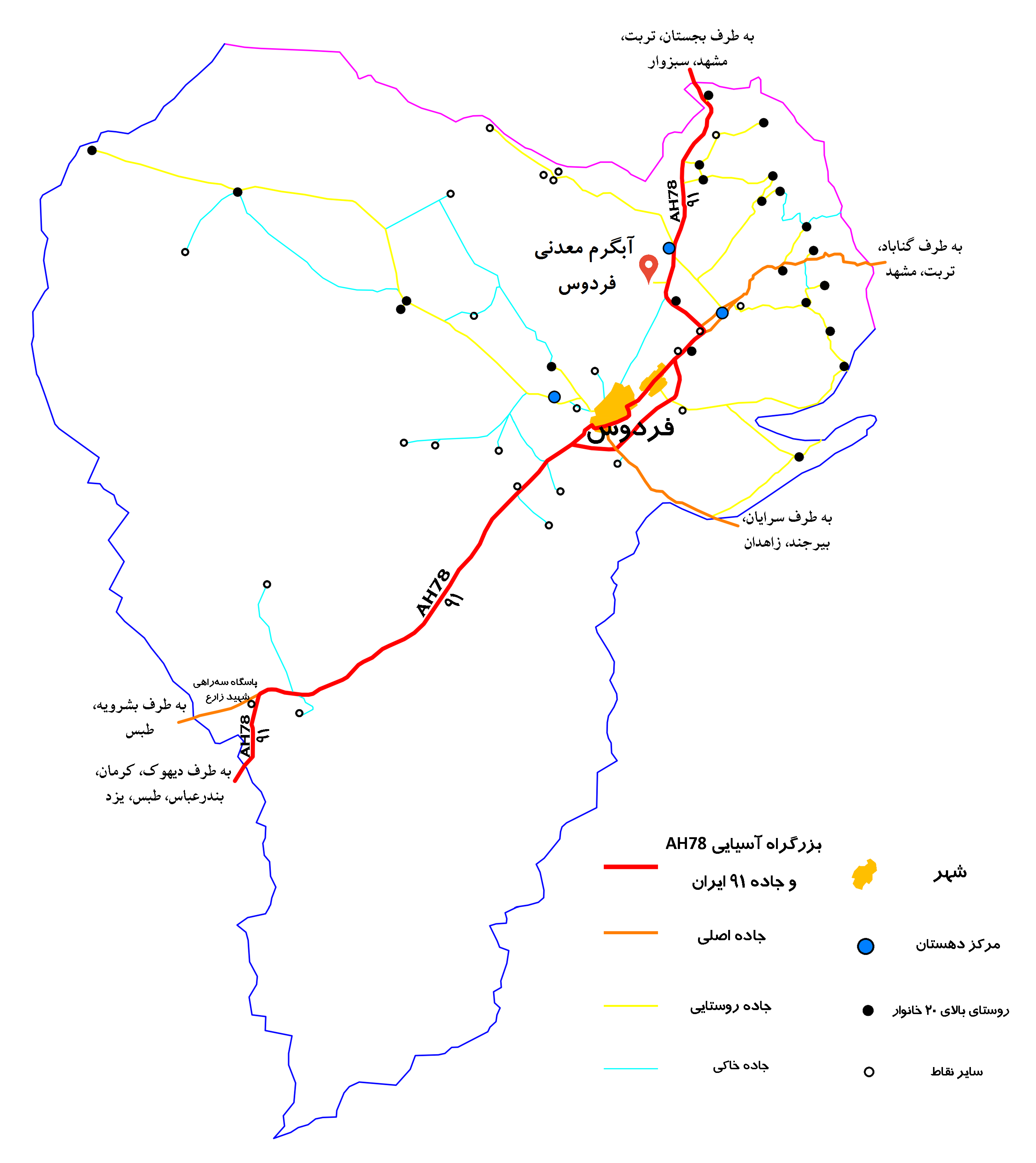
موقعیت آبگرم معدنی فردوس بر روی نقشه شهرستان فردوس

این آبگرم طبیعی، به دلیل داشتن خواص درمانی، هر ساله پذیرای شمار زیادی از گردشگران داخلی و خارجی است. منطقهٔ گردشگری باغستان و آبگرم، تنها در ۱۵ روز نخست تیر ۱۳۸۸ با جذب ۲۷۶ هزار نفر بازدیدکننده، بیشترین میزان ورودی مسافر در این مدت را در استان خراسان جنوبی داشته‌است. استفاده از آبگرم معدنی فردوس در درمان بسیاری از بیماری‌های پوستی و مفصلی مؤثر بوده و توسط بسیاری از پزشکان توصیه گردیده‌است.
پس از زمین‌لرزهٔ سال ۱۳۴۷ آب این چشمهٔ آبگرم کاملاً خشکید. ولی بعد از دو سال خود به خود شروع به جوشیدن نموده و جاری شد. این مجموعه، ظرفیت اسکان ۱٬۲۰۰ نفر را در شبانه‌روز دارد.